# The Best of Santana
The Best of Santana è una compilation del gruppo musicale statunitense Santana, pubblicata il 1º marzo 1998.

## Tracce
1. Jingo – 4:14 (Babatunde Olatunji)
2. Evil Ways – 3:54 (Clarence "Sonny" Henry)
3. Black Magic Woman / Gypsy Queen – 5:19 (Peter Green, Gabor Szabo)
4. Oye como va – 4:16 (Tito Puente)
5. Samba Pa Ti – 4:17 (Carlos Santana)
6. She's Not There – 4:09 (Rod Argent)
7. No One to Depend On – 5:32 (Michael Carabello, Coke Escovedo, Gregg Rolie)
8. Open Invitation – 4:45 (Dennis Lambert, David Margen, Brian Potter, Carlos Santana, Greg Walker)
9. Hold On – 4:22 (Ian Thomas)
10. Bella – 4:30 (Sterling Crew, Carlos Santana, Chester D. Thompson)
11. Winning – 3:18 (Russ Ballard)
12. All I Ever Wanted – 4:03 (Alex Ligertwood, Carlos Santana, Chris Solberg)
13. Dance Sister Dance (Baila Mi Hermana) – 8:15 (Leon "Ndugu" Chancler, Tom Coster, David Rubinson)
14. Europa (Earth's Cry Heaven's Smile) – 5:06 (Tom Coster, Carlos Santana)
15. Everybody's Everything – 3:30 (David Brown, Tyrone Moss, Carlos Santana)
16. Soul Sacrifice – 6:35 (Carlos Santana, Gregg Rolie, David Brown, Marcus Malone)

## Classifiche
| Classifica (2000) | Posizione massima |
| ----------------- | ----------------- |
| Stati Uniti       | 82                |